# غلام رازق
غلام رازق (انگلیسی: Ghulam Raziq; ۱۱ نوامبر ۱۹۳۲ – ۲۴ ژوئن ۱۹۸۹) دونده دو با مانع اهل پاکستان بود.